# Visuadevas
Los Visuas, Visuadevas o Visuedevas eran todos los dioses rigvédicos en su conjunto (como un todo).
Posteriormente, en el hinduismo, se denominó así eran un grupo específico de dioses menores.
- viśvadeva, en el sistema AITS (alfabeto internacional para la transliteración del sánscrito).
- विश्वदेव, en escritura devanagari del sánscrito.
- Pronunciación: /víshuadeva/.[1]
- Etimología: ‘todos los dioses’.[1]

Se puede ver escrito de diversas maneras:
Visvadevas,
Vísvadevas,
Visva Devas,
Visuadevas,
Vísuadevas,
Visvadeva,
Vísvadeva,
Visva Deva,
Visuadeva,
Vísuadeva,
Visvedevas,
Vísvedevas,
Visve Devas,
Visuedevas,
Vísuedevas,
Visvedeva,
Vísvedeva,
Visve Deva,
Visuedeva o
Vísuedeva.

## Los visuas en el «Rig-veda»
En el Rig-veda (finales del II milenio a. C.), en plural, Víshue o Vísuadevas, significa ‘todos los dioses (en conjunto)’.
Eran adorados especialmente en las ceremonias de sradhá (ritual para los antepasados) y en la ceremonia vaiśvadeva.
Además, de acuerdo con las Leyes de Manu [3.90.121], las ofrendas debían hacerse a diario. Ese privilegio les fue otorgado por Brahmá y por los Pitris (antepasados convertidos en dioses), como recompensa por las severas austeridades que realizaron los Visuas en los Himalayas.
En el Rig-veda una serie de himnos son dedicados a ellos, incluyendo (de acuerdo con el sanscritólogo Ralph Griffith):
- 1.89,
- 3.54-56,
- 4.55,
- 5.41-51,
- 6.49-52,
- 7.34-37, 39, 40, 42, 43,
- 8.27-30, 58, 83
- 10.31, 35, 36, 56, 57, 61-66, 92, 93, 100, 101, 109, 114, 126, 128, 137, 141, 157, 165, 181.

Un himno del Rig-veda está dedicado a ellos, encabezados por Indra:

Este es, sabios, vuestro título grande y glorioso: que todos vosotros permanecéis como dioses en Indra.
Himno 3.54.17 del Rig-veda (traducción de Griffith)

En estos himnos no es evidente la dicotomía entre los asuras (que posteriormente serán demonios) y los devás. Incluso se invocan los devas junto con asuras como Mitra y Váruna.
En el Rig-veda a veces es difícil discriminar si el término se refiere a todos los dioses o de este grupo especial de dioses descritos anteriormente.
Los Visuadevas son la lista más completa de dioses. Posiblemente esta lista responde a la preocupación de los brahmanes de que ninguna divinidad fuera omitido de las alabanzas.

## Los vísuadevas en el hinduismo (posvédico)
En el hinduismo posterior los vísuadevas se convirtieron en una clase particular de dioses, que forman uno de los 9 ganas (grupos) llamados gaṇa devatā, junto con:
- Aditiás,
- Vasus,
- Tushitas,
- Abhasuaras,
- Anilas,
- Maja Rayikas,
- Sadhias y
- Rudras.

De acuerdo con el Visnú-purana y otros Puranas, eran hijos de Visuá, hija de Daksha, y sus nombres son los siguientes:
1. Vasu
2. Satya
3. Kratu
4. Daksha,
5. Kala
6. Kama
7. Dhrti
8. Kuru
9. Pururavas
10. Madravas

Algunos añaden otros dos:

12. Rochaka o Lochana

13. Dhvani o Dhuri, o bien

14. Dhuri